# Samson und Delilah (1984)
Samson und Delilah (Originaltitel Samson and Delilah) ist ein US-amerikanischer Bibelfilm von Lee Philips aus dem Jahr 1984. In den Hauptrollen agieren Max von Sydow als Statthalter Sidka, Belinda Bauer als Delilah und Stephen Macht als windiger Maluck sowie Daniel Stern als Micah und Clive Revill als Raul. Antony Hamilton ist als Samson besetzt, José Ferrer als Hohepriester, Maria Schell als Deborah und Victor Mature als Manoah. Das Drehbuch geht auf eine Geschichte aus Eric Linkletters Buch Husband Of Delilah zurück.

## Handlung
Prolog: „Es sind 1100 Jahre vor Christi Geburt. Die Stämme Israels haben sich in den Hügeln und Tälern am Jordanfluss angesiedelt. Zu ihrem Unglück werden sie von einem heidnischen Volk, den Philistern, beherrscht. Diese haben ihnen durch ihre Grausamkeit Furcht, Armut und Sklaverei gebracht. Da geschah es, dass im Ort Zora einer Bäuerin, die ihr Leben lang unfruchtbar war, ein Sohn geboren wurde. Er ist tapfer, rebellisch und unglaublich stark und hat nur den einen Gedanken, ein Gebot Gottes, sein Volk von den Philistern zu befreien. Sein Name ist Samson.“
Samson ist auserwählt, Israel von den Philistern zu befreien. Dafür wurde er vom Gott der Juden mit übermenschlicher Kraft ausgestattet. Unterwegs zu seiner Braut Virinia nach Timna, tötet Samson auf dem Weg dorthin nur dank seiner Kraft im Beisein der schönen Delilah einen Löwen. Der Kurtisane imponiert das sehr. Auch der Statthalter Sidka taucht während der Hochzeitsfeierlichkeiten mit dreißig seiner Soldaten im Haus des reichen Brautvaters Raul auf und gerät sogleich mit Samson aneinander. Dieser gibt ihm ein Rätsel auf, das er jedoch entgegen Samsons Erwartungen mit List lösen kann. Da der Recke die für die Lösung des Rätsels versprochenen Festtagskostüme nicht hat, begibt er sich ins nahe gelegene Askalon, erschlägt dort 21 Männer und beraubt sie ihrer Kleidung. Die Rache des Statthalters lässt nicht auf sich warten, seine Soldaten töten Raul und seine gesamte Familie, auch Virinia. Sidka geht davon aus, dass auch Samson unter den Opfern ist, wird jedoch durch dessen Rachemaßnahmen eines Besseren belehrt.
Zwischen Delilah und Samson hat sich inzwischen eine Liebesaffäre entwickelt, er beginnt der schönen Frau zu vertrauen. Das nimmt Sidka jedoch nicht einfach so hin. Er will Delilah dazu bringen, ihm dabei behilflich zu sein, hinter Samsons Geheimnis seiner Stärke zu kommen. Als Samson Delilah erzählt, dass er sie verlassen müsse, da er zurück zu seinem Volk gehen müsse, fasst sie den Entschluss, Sidka die verlangte Information zukommen zu lassen. Dahinter steckt ihr Wunsch, Samson für immer an sich zu binden. Sie verspricht Sidka ihm zu geben, was er wolle, wenn er ihr versprechen werde, Samson dann in Ruhe zu lassen, da er ihm ja ohne seine Kraft nicht mehr gefährlich werden könne. In der folgenden Nacht bringt Delilah Samson dazu, ihr sein Geheimnis zu verraten, dass der Ursprung seiner Kraft in seinen Haaren liege. Als er eingeschlafen ist, schneidet sie ihm seinen langen Haarzopf ab. Als Sidka mit seinen Männern erscheint, hat Samson dem nichts mehr entgegenzusetzen und wird festgenommen. Bei einem Besuch des Inhaftierten stellt Delilah fest, dass man ihn geblendet hat, und Samson blind ist. Er sieht in ihr nur noch die Verräterin und will nichts davon hören, als sie beteuert, dass sie ihn liebe.
Einige Zeit später veranstaltet Sidka ein großes Fest auf dem Platz vor dem Tempel des Gottes Dagān, um seinen Triumph über Samson zu zelebrieren. Delilah erscheint und erinnert den Statthalter an sein Versprechen und besteht darauf, Samson jetzt mitzunehmen. Dieser bittet sie, ihn zu den Säulen des Tempels zu führen und sich dann schnell zu entfernen. Bevor das noch geschehen kann, reißen die Wachen sie auf Sidkas Befehl zurück, der will, dass sie Samsons endgültigem Untergang zusieht. Dann jedoch geschieht etwas, womit niemand gerechnet hat, Samson sprengt seine Ketten und bittet Gott, ihm noch einmal sehr viel Kraft zu geben. Und so geschieht es, Samson bringt die Säulen des Tempels mithilfe seiner übermenschlichen Körperkraft zum Einsturz und reißt den Hofstaat und tausende Philister sowie Sidka mit in den Tod. Delilahs Trauer um Samson ist groß.
Epilog: „Und so gelang es einem Mann, der geboren wurde, um sein Volk von Versklavung und Verfolgung zu befreien, durch seinen Tod die Stämme Israels zu vereinen und sie gegen die Philister zu führen. Ein Mann, der von einer Frau geliebt und verraten wurde. Einer Frau aus Gaza, genannt Delilah.“

## Produktion

### Produktionsnotizen, Hintergrund
Es handelt sich um eine Produktion von First National Telecommunications Inc. Catalina Productions (II).
Gedreht wurde In Mexiko.
Victor Mature, der in diesem Film Manoah, Samsons Vater, spielt, war im gleichnamigen Film von 1949 in der Rolle des Samson zu sehen. Für Mature war es seine letzte Mitwirkung in einem Film vor seinem Tod im August 1999. Anders als in den Verfilmungen von 1949 und 1996 überlebt Delilah in diesem Film den Selbstmord Samsons und zeigt ganz offen ihre Trauer.
Der Darsteller des Samson, Antony Hamilton, war an einem Virus erkrankt einhergehend mit hohem Fieber und Erbrechen, während er die Schlussszenen des Films mit den zerberstenden Tempelsäulen überstehen musste. Am Set gratulierte man ihm ob dieser Umstände zu seiner realistischen Schauspielarbeit. Für den in Australien aufgewachsenen Hamilton war es sein zweiter Film, allerdings sein erster in einer Hauptrolle.

### Historie
Delila, auch Delilah oder Dalila war eine philistinische Frau, so überliefert durch den Tanach und das Alte Testament der Bibel, die an dem israelitischen Richter Samson, auch Shimshon oder Simon, Verrat beging, wodurch sie ihn seinen Feinden auslieferte. Der als unbezwingbar geltende Samson war von Gott mit unbesiegbarer Stärke versehen worden. Niemals sollte ein Schermesser an sein Haar gelangen, denn dann würde er seine Kraft einbüßen. Samson verliebte sich in das Mädchen, das dem Volk der Philister angehörte. Als sie ihn zum vierten Mal nach dem Geheimnis seiner Stärke fragte, gab er sein Geheimnis preis. Delila ließ daraufhin die Fürsten der Philister rufen, die Samson die Haare im Schlaf abschnitten und ihn anschließend auch noch blendeten. Da die Bibel danach nichts mehr über Delila berichtet, bleibt im Dunkeln, was mit ihr geschah. Eventuell war sie im Tempel des Gottes Dagān, als Samson diesen mit seiner wiedererlangten Kraft zum Einsturz brachte und damit – laut Bibel – mehr Menschen tötete als zu seinen Lebzeiten.

## Veröffentlichung
Premiere hatte der Fernsehfilm am 1. April 1984 in den USA im Programm des Senders ABC. In Frankreich wurde er erstmals im Mai 2009 gezeigt. Veröffentlicht wurde er zudem in Spanien, Ungarn, Venezuela und der Bundesrepublik Deutschland.
Am 22. Januar 2009 erschien der Film mit einer deutschen Tonspur auf DVD.

## Kritik
Kino.de konstatierte, dass das Paar Samson und Delilah und ihre Geschichte „zu den bekanntesten der Bibel“ gehöre und vielfach verfilmt worden sei. Weiter hieß es: „Lee Philips Version aus dem Jahr 1984 gehört allerdings sicher nicht zu den Highlights. Die amerikanische TV-Produktion erinnert an preiswerte B-Movies und wirkt bisweilen unfreiwillig komisch. Ein Lob verdienen allerdings die hübsch anzusehenden Hauptdarsteller Antony Hamilton und Belinda Bauer, die ihre Sache recht gut machen.“
Matt Page schrieb auf Bible Films, dass ein Bindeglied zwischen der 1984er-Version und der 1949er-Version von DeMilles darin bestehe, dass Victor Mature in beiden mitspiele und dass Max von Sydow ebenfalls in zwei dieser Verfilmungen, der 1984er- und der 1996er-Version mitwirke. Weiter befand er, dass diese Version eine besonders lahme Version der Geschichte sei, deren Hauptzweck eventuell darin bestanden habe, dass man viel nackte Haut sowohl von Samson als auch von Delilah zeige. Einzig von Sydow und Jose Ferrer wurde eine anständige Leistung in ihren Nebenrolle bescheinigt, der Rest des Films sei ziemlich schrecklich. Besonders Antony Hamiltons Leistung wurde sehr negativ bewertet. Seltsam sei es zudem, dass der Dagon Tempel in allen drei Filmen nach allen Seiten hin offen sei, wodurch schwer verständlich würde, wieso so viele Menschen beim Einsturz zu Tode gekommen seien, da sie ja in alle Richtungen hätten weglaufen können.
Für Academic-Bible.com war der Film ein frei nach biblischen Motiven entwickeltes Liebesdrama in exotischer Kulisse.
Das Lexikon des internationalen Films befand: „Eine Fernseh-Inszenierung, die nicht an Cecil B. DeMilles gleichnamiges naives Kollossalstück heranreicht.“

## Auszeichnung
- 1984: Emmy-Nominierung in der Kategorie „außergewöhnliche Leistungen im Bereich Frisuren“ (Jan Van Uchelen)

## Weitere Verfilmungen des Stoffs
Neben Stumm-, Kurz- und Fernseh-Episodenfilmen nachfolgend einige der bekanntesten Versionen:
- Samson und Delila (1922) von Alexander Korda
- Samson und Delilah (1949) von Cecil B. DeMille
- Gideon und Samson (1966) von Marcello Baldi
- Die Bibel – Samson und Delila (1996) von Nicolas Roeg